# استودیوی فیلم گرجستان
استودیوی فیلم گرجستان (گرجی: ქართული ფილმი) یکی از قدیمی‌ترین استودیوهای فیلمسازی جهان است که ۸۰۰ فیلم بلند برای تلویزیون، فیلم کوتاه، ۶۰۰ فیلم مستند و ۳۰۰ فیلم انیمیشن در آن ساخته شده‌است. در زمان شوروی، این استودیو یکی از فعال‌ترین مکان‌ها برای تولید فیلم بود و تاکنون چند بار تغییر نام داده است.